# 박성홍
박성홍(한국 한자: 朴成弘, 1980년 3월 1일 ~ )은 대한민국의 전 축구 선수이며, 포지션은 공격수였다.

## 수상 내역
- 전국 중등축구대회 코치상: 2016